# Кривое (озеро, Витебская область)
Криво́е (бел. Крыво́е) — озеро в Ушачском районе Витебской области. Входит в Ушачскую группу озёр. Вместе с прилегающими территориями образует одноимённый гидрологический заказник республиканского значения. Является одним из самых глубоких озёр Беларуси.

## География
Озеро Кривое располагается в 25 км к востоку от городского посёлка Ушачи. К северу от озера находится деревня Ду́бровка, по берегам расположены деревни Малиновка, Горы и Новосёлки. Водоём со всех сторон окружён другими озёрами Ушачской группы. Высота водного зеркала над уровнем моря составляет 131,1 м.
Площадь поверхности озера составляет 4,5 км², длина — 6,1 км, наибольшая ширина — 1,1 км. Длина береговой линии — 21 км. Наибольшая глубина — 31,5 м, средняя — 9,6 м. Объём воды в озере — 42,96 млн м³. Площадь водосбора — 65,4 км².
Кривое — четвёртое по глубине озеро Ушачского района. Водоём также является одним из наиболее глубоких и полноводных озёр Беларуси.
Название озера произошло от сложной формы котловины и береговой линии. Многочисленные плёсы, заливы, вдающиеся в озеро косы, мысы, островки и узкие глубокие протоки подтверждают название.

## Морфология
Котловина озера вытянута с северо-запада на юго-восток. Северо-западный, центральный и юго-восточный склоны котловины представляют собой отроги озовой гряды, высота которых местами достигает 50 м. Прочие склоны высотой от 10 до 25 м, крутые, суглинистые, преимущественно покрытые елово-сосновым лесом и кустарником. Берега в основном высотой до 0,5 м, местами сливающиеся со склонами, песчаные и супесчаные, поросшие кустарником. Северный и южный берега низкие (0,1—0,2 м), местами заболоченные.
Строение подводной части котловины также отличается сложностью. Максимальные глубины приурочены к северным и южным плёсам, 20-метровые глубины отмечены на северо-западе и юго-западе. Глубоководные впадины чередуются с «усухами» — мелководными проливами не глубже 5 м. Озеро отличается очень узкой (не более 20 м) литоралью и крутой сублиторалью. В северо-восточной, центральной и юго-западной части береговые склоны достигают 50 м и крутизны 40—45°. Глубины до 2 м занимают около 10 % площади озера.
Мелководье выстлано песком, заиленным песком и песчано-галечной смесью. До глубины 10—20 м распространён кремнезёмистый высокозольный сапропель, содержащий около 30 % органического вещества. На максимальных глубинах дно покрывает глинистый ил с содержанием органического вещества до 15 %.

## Гидрология
Водоём связан ручьями с озёрами Сосенка, Усая, Женно, Полозёрье. Из озера вытекает ручей в реку Дива. Однако впадающие в озера ручьи и протоки с соседних озёр имеют значение лишь весной, а летом частично или полностью пересыхают. Таким образом, степень проточности оказывается невысокой. Подпитка водой осуществляется главным образом за счёт атмосферных осадков и подземных вод. Расход воды обеспечивается преимущественно испарением с водного зеркала.
Закрытость котловины от ветрового перемешивания создаёт характерные условия для каждого плёса и затрудняет выравнивание температурного режима. В июле вода хорошо прогревается до глубины 7—8 м. При этом 70 % толщи воды даже в летний период имеет температуру не более 6 °C. Водная толща в течение года в целом хорошо насыщена кислородом, однако для его концентрации также характерна стратификация. Летом содержание кислорода у поверхности составляет 95—99 %, а в придонном слое — около 50 %.
Озеро считается мезотрофным с приметами олиготрофии. Минерализация воды достигает 160 мг/л. Прозрачность в зимнее время может достигать 6 м. Цветность составляет 20°. Содержание органического вещества в воде — 2—3 мг/л, водородный показатель — 8 летом и 7,4 зимой.

## Растительный мир
Озеро Кривое относится к водоёмам со слабой степенью зарастания. Тростник и камыш образуют полосу не более 10 м шириной, многие места литорали и вовсе свободны от растительности. Вследствие высокой прозрачности воды подводная растительность (рдесты, элодея, роголистник, различные мхи) отмечается до глубины 8 м. Среди редких растений — полушник озёрный, занесённый в Красную книгу Беларуси.
Несмотря на признаки олиготрофности, фитопланктон отличается разнообразием. Его биомасса составляет 28,68 г/м³. По количеству видов преобладают зелёные водоросли, следом идут диатомовые и сине-зелёные.

## Животный мир
Биомасса зоопланктона низкая и составляет 0,66 г/м³. Среди 26 его видов преобладают веслоногие ракообразные. Особенностью озера является присутствие реликтового рачка Limnocalanus macrurus.
Бентос также развит недостаточно. Его биомасса составляет 1,1 г/м². В составе преобладают личинки комаров-звонцов, моллюски, ракообразные и малощетинковые черви.
Ихтиофауна озера сигово-снеткового типа. Водятся также окунь, плотва, судак, щука, угорь, язь, лещ, густера, линь, карась, налим и другая рыба.

## Экология
Берега озера слабо заселены. В пределах водозабора отсутствуют промышленные предприятия, а широкая полоса леса вокруг задерживает сельскохозяйственное загрязнение. Всё это обуславливает высокое качество воды и привлекает туристов.
С целью сохранения уникальной жемчужины Поозерья в 1979 году озеро было объявлено гидрологическим заказником республиканского значения. Для граждан организовано платное любительское рыболовство.